# Barra do Saí
Barra do Saí (por vezes também denominada de Barra do Sahy em grafia arcaizante) é uma das praias do município de São Sebastião, no Estado de São Paulo. Localizada a aproximadamente 160 km da capital São Paulo e a 44 km do centro de São Sebastião, a praia ainda é uma das poucas que preserva as características de vilarejos, apesar de já ter expressivo desenvolvimento de infraestrutura.

## Características
A praia é pequena, em formato semelhante a de uma ferradura, de águas muito calmas. A foz do rio Saí forma uma lagoa que divide a praia ao meio. Do lado esquerdo está a Barra do rio Saí, que se encontra com o mar e forma uma área de águas calmas e rasas. Do lado direito da praia, conhecido como Canto Bravo, há formação de ondas mais fortes e é possível ter acesso ao Morro do Canto Bravo ou Morro do Copocu, uma pequena baía formada por pedras de alturas variadas, com diversas opções para saltos. Foi considerada pela revista Guia Quatro Rodas em 2010 como uma das dez melhores praias para ir com crianças.
Em 2016, uma área preservada de cerca de 1 km² próxima à praia era candidata a expandir-se para mais de 3 km², ficando portanto livre de condomínios e construções em geral. A área em questão era desejada por construtoras, que queriam investir no local.

## Tragédia
No dia 18 de fevereiro de 2023, uma forte chuva  atingiu Costa Sul de São Sebastião, com substancial concentração na Vila Sahy, localizada no bairro Barra do Saí. 
O acumulado de chuva foi de 682 milímetros (mm), atingindo o maior volume que se tem registro  no Brasil. Quatro dias após o desastre, havia ao menos 1,7 mil desalojados, 47 mortos e 50 desaparecidos. 